# Anue
Anue – gmina w Hiszpanii, w Nawarze, o powierzchni 61,45 km². W 2011 roku gmina liczyła 455 mieszkańców.